# Mi viudo y yo
Mi viudo y yo es una película en blanco y negro de Argentina dirigida por Enrique Cahen Salaberry sobre el guion de Ariel Cortazzo que se estrenó el 22 de septiembre de 1954 y que tuvo como protagonistas a Alberto Closas, Blanquita Amaro, Andrés Mejuto y Héctor Méndez. El filme también tuvo la colaboración de Alfredo Alaria en la coreografía.

## Sinopsis
Una rumbera que es dada por muerta el día de su boda regresa como un fantasma.

## Reparto
- Alberto Closas
- Blanquita Amaro
- Andrés Mejuto
- Héctor Méndez
- Guillermo Battaglia
- Teresa Serrador
- Nelly Darén
- Adolfo Linvel
- Max Citelli
- Alfredo Alaria
- Aída Villadeamigo

## Comentarios
Para El Heraldo del Cinematografista esta comedia musical es un:

”Fácil y liviano pasatiempo.”

Noticias Gráficas dijo en su crónica:

”…posee un argumento inconexo…Blanquita Amaro…luciendo siempre sus eficaces aptitudes de bailarina tropical…Alberto Closas…no halla inconveniente para mostrar sus virtudes interpretativas.”